# Miko Mission
Miko Mission, születési nevén Pier Michele Bozzetti (Alessandria, Olaszország, 1945. június 22. –) olasz italo disco előadó. Legismertebb slágere az 1984-ben megjelent How Old Are You című dal.

## Biográfia
Miko Mission karrierje fiatal korában kezdődött, amikor szerepelt az Alessandria műsorban mint énekes. 14 évesen megalapította első zenekarát: I passi per La Musica, később Oscars néven tevékenykedett. Több versenyen is részt vett dalaival, az egyiket meg is nyerte, és 1964-ben szerződést írt alá az Ariston Records kiadóval. 1965-ben megjelent a Non hai più niente per me című dala, mely nyári sláger lett, majd részt vett a San Remoi Zenei fesztiválon E poi verrà l'Autunno című dalával, azonban nem jutott be a döntőbe. 
A 70-es években Pier Bozzetti néven írt néhány dalt, mely pozitív kritikákat kapott, majd 1975-ben visszatért a San Remo Fesztiválra, ahol a Signora Mia című dallal lépett fel. A 80-as években felvette a Miko Mission művésznevet és italo diszko felvételeket kezdett készíteni.  
Legnagyobb slágere az 1984-es How Old Are You című dal volt. 2003-ban a Master Blaster csapat elkészítette a dal remixét, mely felkerült a We Love Italo Disco albumukra is. 

## Diszkográfia

### Don Miko néven
- 1964 – Gente...che ragazza!/Non hai più niente per me (Ariston Records, Ar 017)
- 1965 – E poi verrà l'autunno/Non ti scusare (Ariston Records, Ar 032)
- 1965 – Abbasso te/Un giorno intero (Ariston Records, Ar 041)
- 1965 – O credi agli amici o credi a me/Giura/Torna da me (Ariston Records, Ar 083/084)
- 1966 – Michelle/Non verrà (Ariston Records, Ar 0125)
- 1968 – Le tue favole/I cavalli neri (Vedette, VVN 33153)
- 1969 – Quando l'amore se ne va/Cade il mondo (Vedette, VVN 33172)
- 1971 – Susanna T./Occhi tristi (Cobra Record, COB NP 019)

### Pier Bozzetti néven
- 1973 – Armony/Nello spazio di una sera (Philips, 6025 084)

### Miko néven
- 1976 – Signora tu/Jane (Real Music, REAN 14001)
- 1977 – Angelina/Sedici anni (ma tutti d'amore) (Real Music, REAN 14001)

### Miko & Michelle néven
- 1978 – ...ma che magnifica serata/Magico (Real Music RM 18001)

### Miko Mission néven
- 1984 – How Old Are You (Blow Up Disco, BU 0032)
- 1985 – The World Is You (Blow Up Disco, BU 0039)
- 1985 – Two For Love (Blow Up Disco, BU 0050)
- 1986 – Strip Tease (Blow Up Disco, BU 0057)
- 1987 – Toc Toc Toc (Blow Up Disco, BU 0064)
- 1988 – I Believe
- 1989 – One Step To Heaven
- 1989 – Rock Me Round The World
- 1993 – I Can Fly
- 1996 – Mr.Blue
- 1999 – How Old Are You RMX 2000
- 2008 – Thinking Of You
- 2010 – Let It Be Love
- 2011 – File Of Love Come Loopside (Vocal Miko Mission)
- 2014 – Universe Of Feeling